# ニキ・マエンパー
ニキ・エミル・アントニオ・マエンパー（Niki Emil Antonio Mäenpää 、1985年1月23日 - ）は、フィンランド・エスポー出身のサッカー選手。セリエA・ヴェネツィアFC所属。ポジションはGK。元フィンランド代表。

## クラブ経歴

### 初期
HJKヘルシンキでプレーを始め、2003年にRCランスのBチームとプロ契約を結んだ。2006年冬、シーズン終了までの契約でオランダのテルスターにレンタル移籍。2006年6月、結局トップチームの試合に出場することなくランスを退団。

### オランダ時代
2006年夏、エールステ・ディヴィジのFCデン・ボスにフリーで加入。すぐにレギュラーを確保し、3シーズンで67試合に出場した。2009年夏、契約満了でデン・ボスを退団。
デン・ボス退団後、エールディヴィジのヴィレムIIにフリーで加入。2011年夏、クラブのエールステ・ディヴィジ降格に伴い退団。
2011年10月、AZアルクマールにフリーで加入。AZではフィンランド代表でチームメイトのニクラス・モイサンデルと同僚になった。しかしエステバン・アルバラード、エリック・ハイブロックからポジションを奪えず、僅か1シーズンでAZを退団した。
2012年5月、エール・ディヴィジのVVVフェンローと3年契約を結んだ。レギュラーポジション確保に成功し、特に2013-14シーズンはサポーター投票でチームのMVPに選ばれた。2015年夏、契約満了によりフェンローを退団。

### ブライトン
2015年7月、ブライトン・アンド・ホーヴ・アルビオンFCにフリーで加入。

### ブリストル
2018年8月1日、ブリストル・シティFCに移籍した。

### ヴェネツィア
2021年2月15日、1年の延長オプション付きでセリエBのヴェネツィアFCへ加入した。2021年6月、クラブとの2年の契約を延長した。

## 代表歴
各年代でフィンランド代表に選出されている。
2008年6月に開催されたベラルーシ戦でスタメン出場しA代表初キャップ。2012年はレギュラーとして起用され、10月の2014 FIFAワールドカップ予選・ジョージア戦など6試合に出場した。